# Tony Wilson
Anthony Howard Wilson (Salford, 20 de fevereiro de 1950 — Manchester, 10 de agosto de 2007) foi um empresário inglês, apresentador de programas musicais e fundador do selo musical Factory Records, onde lançou grupos como Joy Division, New Order e Happy Mondays.

## Biografia
Tony Wilson foi o grande mentor do movimento pós-punk, assistiu ao crescimento dos Sex Pistols e a sua queda vertiginosa, bem como à curta carreira dos Joy Division, que terminou com o suicídio do seu líder Ian Curtis.
A vida de Tony Wilson está retratada no filme 24 Hour Party People. Wilson é descrito com um apaixonado por música, um homem que, com a sua editora discográfica - a Factory - apostou e lançou nomes como Joy Division, New Order e Happy Mondays.
Para além da editora, Wilson abraçou outro projeto: o da discoteca The Haçienda, situada em Manchester. No início o espaço era palco de concertos de bandas pós-punk, mas logo iria dar origem à última maior revolução musical no Mundo: "o momento em que o branco começou a dançar" (como é descrito no filme), o momento em que o DJ passa a ser visto como a estrela, sendo ele o intermediário entre a verdadeira música (criada com guitarra, baixo e bateria) e o consumidor final, o ouvinte. Passa a haver um intermediário, um homem que seleciona músicas e mistura-as e, por isso, é aplaudido pela multidão.
Começa na Haçienda, então, a cultura rave. Manchester e a Haçienda passaram então a ser o centro da Dance Music.

### Morte
No início de 2007, foi realizada uma cirurgia de emergência para remover um de seus rins. Isto forçou o adiamento dos planos de criar uma versão no hemisfério sul do festival da cidade. Apesar da cirurgia, o câncer descoberto estava em estágio avançado e a quimioterapia não foi eficaz. Wilson morreu de um ataque cardíaco em Christie Manchester's Hospital em 10 de agosto de 2007 aos 57 anos de idade. Na sequência da notícia de sua morte, a bandeira da União em Manchester Town Hall foi hasteada a meia haste em sinal de respeito.
Assim como tudo no império Factory, o caixão de Tony Wilson também recebeu um número de catálogo da gravadora - FAC 501. Ele está enterrado no Cemitério do Sul, em Chorlton-cum-Hardy, Manchester. Sua lápide de granito preto, erguida em outubro de 2010, foi desenhado por Peter Saville e Kelly Ben da Factory Records e apresenta uma citação, escolhida pela família de Wilson, da novela G Linnaeus Banks de 1876, o Manchester Man, em fonte Rotis.